# 冯怀
冯怀（?—?），字祖思，中国东晋官员。官至黄门侍郎、侍中、太常、护军将军。
咸和二年（327年）任旭卒，太守冯怀上疏称应该赠任旭九卿，当时苏峻作乱，事情没有实行。蔡谟、谢沈、丁纂、冯怀议论：“降一等的大功之服，也可以嫁女。”
咸和年间，陆晔请求归乡扫墓。有司上奏，旧制给假六十日。侍中颜含、黄门侍郎冯怀反驳：“陆晔内含至德，意志专一，受先帝托付之重，居於台司之位，既蒙诏书许他归省扫墓，大臣之义本来就在忘己，岂能有期限就回来，无期限就不回呢。我们以为应该回来的时候自会回来，不须规定日期。”晋成帝听从，陆晔于是回家。
当时议论元旦朝会日皇帝应不应该礼敬司徒王导。博士郭熙、杜援等以为礼没有君拜臣的记载，说应该免除行礼。侍中冯怀议论：“天子制定礼仪，没有比辟雍讲学更大的了。在那一天，还要拜三老，何况是先帝师傅。应该极尽恭敬。”事情交到门下省，荀奕议论：“元旦朝会是三朝之首，应该明确君臣之体，不应该君拜臣。如果他日小会，自然可以极尽敬礼。至尊给公写手诏说‘顿首言’，中书写诏书称‘敬问’，散骑册命时则称：‘制命’。如今诏文还有不同，何况大会和小会，按理怎能相同！”晋成帝下诏听从荀奕。
当时人议论王导是皇帝师傅，名位隆重，百僚应当为他降节行礼。太常冯怀问颜含， 颜含回答：“王公名位虽高，没有偏敬的道理，降节行礼的话，可能是诸君的事情。鄙人已老，不识时务。”颜含既而告诉他人：“我听说进攻国家不问仁者。冯祖思向我问奉承巴结的事，难道我的德行不正吗？”
咸康三年（337年），国子祭酒袁环、太常冯怀上疏请求设立国子学。咸康七年（341年），卫将军虞潭认为武悼皇后杨芷在晋怀帝永嘉元年已经追复尊号，但是别立庙祭祀，现在应该配享晋武帝。护军将军冯怀和会稽王司马昱、中书监庾冰、中书令何充、尚书令诸葛恢、尚书谢广、光祿勳留擢、丹杨尹殷融、散骑常侍邓逸等都附和虞潭的议论，於是武悼皇后配享晋武帝。
咸康年间，太常冯怀上表提出奉还到西储夹室，称之为祧。晋穆帝永和二年（346年）七月，有司上奏：“十月殷祭进行，京兆府君（司马防）当迁入祧室。之前征西将军（司马钧）、豫章府君（司马量）、颍川府君（司马儁）毁去神主，中兴之初权居天府，在庙门之西，怀疑冯怀当年之论不合礼制。现在京兆府君迁入，是为皇帝的四世远祖，位在太祖（司马懿）之上。之前周朝太祖世代久远，于是迁走有所归宿。现在晋庙以宣皇帝（司马懿）为主。而四祖放在一边，是委屈祖先迁就孙子；殷祭祫祭放在上面，就是替代太祖。”这时转任护军将军的冯怀议论：“礼，无庙的祖先设坛祭祀，可立别室来藏神主，到殷禘时则祭祀在坛上。”于是京兆府君的神主迁入西储，一起称为祧，就像前三祖迁主的礼仪一样，于是正室还是十一个。